# Penitella gabbii
Penitella gabbii is een tweekleppigensoort uit de familie van de Pholadidae. De wetenschappelijke naam van de soort is voor het eerst geldig gepubliceerd in 1863 door Tryon.